# Relaciones Rusia-Tonga
 Las relaciones Rusia-Tonga son las relaciones bilaterales entre la Federación Rusa y el Reino de Tonga.  
Las relaciones entre Tonga y la Unión de Repúblicas Socialistas Soviéticas establecieron relaciones formales en 1976, convirtiéndose el primero en el primer país del pacífico en hacerlo.  
El 2 de octubre de 2005, el Ministro de Relaciones Exteriores ruso, Serguéi Lavrov, y el Ministro de Asuntos Exteriores tongano, Sonatane Tuʻa Taumoepeau-Tupou,intercambiaron telegramas ofreciendo felicitaciones con motivo del 30 aniversario del establecimiento de relaciones diplomáticas entre ambas naciones. En el comunicado, ambos ministerios expresaron su confianza en un mayor desarrollo de las relaciones ruso-tonganas en interés de los pueblos de ambos países, fortalecer la paz y la seguridad en la región de Asia y el Pacífico.
Rusia tiene un embajador no residente en Canberra, Australia. 